# Jeff Sessions
Jefferson Beauregard Sessions III (* 24. prosince 1946) je americký politik a právník. V únoru 2017 byl jmenován ministrem spravedlnosti USA, ale v listopadu 2018 rezignoval z dlouhotrvajího tlaku prezidenta Trumpa. V letech 1997 až 2017 byl senátorem Kongresu USA za stát Alabama. Je členem Republikánské strany. Od roku 1981 do roku 1993 také zastával funkci prokurátora USA pro jižní okrsek státu Alabama. V roce 1986 byl ve stejném okrsku neúspěšně nominován na soudce tamního okresního soudu. Roku 1994 byl zvolen ministrem spravedlnosti Alabamy, 1994 byl zvolen jako senátor USA, znovuzvolen v letech 2002, 2008 a 2014. Během svého působení v Kongresu byl Sessions považován za jednoho z nejkonzervativnějších členů amerického Senátu.
Již od počátku podporoval Donalda Trumpa během jeho prezidentské kampaně, proto se o něm mluvilo i jako o možném viceprezidentovi, tím se však nakonec stal guvernér Indiany Mike Pence. Později v listopadu 2016 ho tehdy zvolený prezident Donald Trump navrhl jako ministra spravedlnosti USA. Jeho nominaci potvrdil Senát 8. února 2017 a následně 9. února nastoupil do úřadu.
Během hlasování o důvěře Sessions pod přísahou prohlásil, že nikdy během prezidentské kampaně 2016 nekontaktoval žádné ruské úředníky. V březnu 2017 však média odhalila, že se Sessions dvakrát setkal s ruským velvyslancem Sergejem Kisljakem. Sessions se následně odvolal proti jakémukoli vyšetřování ruského zásahu do prezidentských voleb 2016, zatímco někteří demokratičtí zákonodárci požadovali jeho rezignaci.

## Mládí a vzdělání
Narodil se 24. prosince ve městě Selma ve státě Alabama roku 1946. Stejně jako jeho otec, Jefferson Beauregard Sessions Jr., byl pojmenován po svém dědovi, který byl pojmenován po prezidentovi Konfederovaných států amerických Jeffersonu Davisovi a P. G. T. Beauregardovi, která byl generálem Armády Konfederovaných států během Americké občanské války. Jeho otec vlastnil v Alabamě obchod se smíšeným zbožím, později i obchod s farmářskými potřebami. Oba jeho rodiče měli hlavně anglické a skotsko-irské předky. V roce 1964 začal Sessions chodit do skautu, kde později obdržel cenu Distinguished Eagle Scout Award za dlouholetou službu.
Po skončení Wilcox Country High School nedaleko Camdenu nastoupil na Huntingdon College ve městě Montgomery, kde v roce 1969 získal titul B.A.. Byl aktivním členem Mladých republikánů, kde byl předsedou studentského výboru. Sessions vystudoval práva na University of Alabama School of Law, kde v roce 1973 získal titul J.D. (Doctor of Jurisprudence, doktor práv).
Sessions následně začal dělat soukromou advokacii v Russelville, později v Mobile. V sedmdesátých letech také sloužil v Armádě USA, kde získal hodnost kapitána.